# Folles

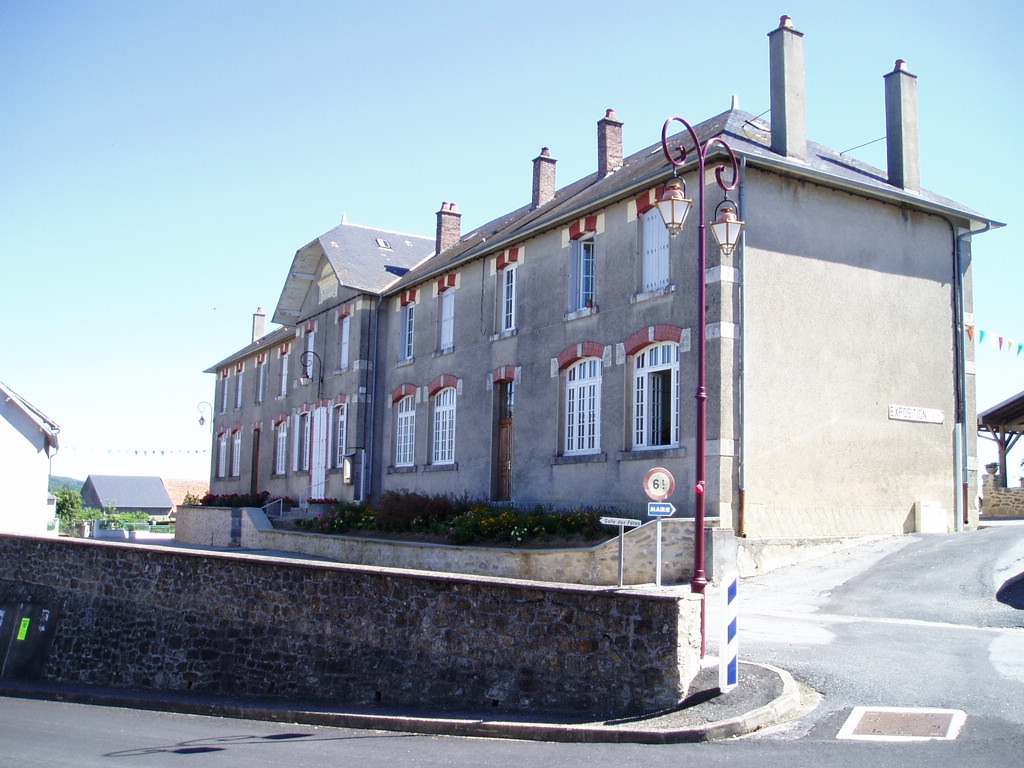
Gemeentehuis

Folles is een gemeente in het Franse departement Haute-Vienne (regio Nouvelle-Aquitaine) en telt 508 inwoners (1999). De plaats maakt deel uit van het arrondissement Bellac.

## Geografie
De oppervlakte van Folles bedraagt 31,2 km², de bevolkingsdichtheid is 16,3 inwoners per km².
De onderstaande kaart toont de ligging van Folles met de belangrijkste infrastructuur en aangrenzende gemeenten.

## Demografie
Onderstaande figuur toont het verloop van het inwonertal (bron: INSEE-tellingen).